# Mate del callejón de la muerte
El mate del callejón de la muerte es un patrón de jaque mate en ajedrez en el que las torres cortan las casillas de huida del rey enemigo y la dama da el jaque mate. Es conocido como callejón de la muerte debido a la forma creada por las columnas de las torres, que se ve como un pasillo o callejón.
También se puede dar que, en lugar de bloquear dos columnas, las torres bloqueen dos filas. Ambos casos se muestran en los diagramas.
Este mate no es muy conocido y a menudo se le llama por este nombre al jaque mate del pasillo.